# Paul Paviot
Paul Paviot, né le 11 mars 1926 à Levallois-Perret et mort le 23 novembre 2017 à Luxey, est un scénariste et réalisateur français.

## Biographie
Ancien élève de l'École nationale Louis-Lumière (ENPC), Paul Paviot sort diplômé d’État de la promotion « Photo » en 1944, puis devient engagé volontaire d'octobre 1944 à septembre 1945. Il effectue par la suite une formation au Signal Corp Photograpic Center (SCPC) de New-York (USA) dont il sort diplômé. Il commence sa carrière de cinéaste comme photographe de plateau en 1946 sur le tournage de Voyage Surprise de Pierre Prévert, puis poursuit sur Par la fenêtre de Gilles Grangier,  Le Point du Jour de Louis Daquin, Maître après Dieu de Louis Daquin et enfin La Dernière Charge (Outpost in Morocco) de Robert Florey (1949).    
Il réalise son premier court-métrage en 1951 puis de nombreux autres courts-métrages jusqu'en 1957, parmi lesquels la Trilogie Parodique avec Michel Piccoli, Daniel Gélin, Roger Blin, Anne Campion et Pierre Brasseur (Terreur en Oklahoma, Chicago-digest et Torticola contre Frankensberg) Saint-Tropez, devoir de vacances (avec Boris Vian), Lumière (avec Louis Lumière, Auguste Lumière et Abel Gance), Pantomimes (avec Marcel Marceau, préface de Jean Cocteau), un Jardin Public (avec Marcel Marceau) Grand Prix du court métrage au Festival de Berlin, Mam'zelle Souris (avec Annie Fratellini) et Django Reinhardt (avec la collaboration de Chris Marker et Yves Montand, préface de Jean Cocteau).    
Il est l'un des membres fondateurs du Groupe des Trente en 1953 pour la défense et l'illustration du court-métrage français avec Alain Resnais, Georges Rouquier, Marcel Ichac, Pierre Kast et Georges Franju. Secrétaire général du groupe à sa fondation, il en devint par la suite le président en 1958. En 1954, il participe au film à sketch de long métrage Quelques Pas dans la vie (segment Parade).   
Son premier long métrage, Pantalaskas (avec Ana María Cassan), qui sort en 1960, est accueilli favorablement par la critique (sélectionné au festival de Locarno pour représenter la France). Son deuxième long métrage pour le cinéma, Portrait Robot avec Maurice Ronet marquera la fin de sa carrière pour le grand écran.  
Dès le milieu des années 1960, il travaille pour la télévision, réalisant d'abord cinq épisodes d'une série policière Les cavaliers de la route coécrite avec Pierre Granier-Deferre, puis se consacre à des fictions adaptées d’œuvres littéraires, notamment Le chien qui a vu Dieu d'après Dino Buzzati avec Jean Bouise, Isabelle Sadoyan, Paul Frankeur, Olivier Hussenot, Danielle Dubreuil et Henri Virlogeux, qui reçoit un remarquable accueil critique et public, et se voit récompensé du Prix de la meilleure adaptation télévisée au Festival de Prague en 1970. Il enchaîne dès lors le tournage de plusieurs téléfilms (appelés "dramatiques" à l'époque) dont la Fin et les Moyens d'après J.C. Thomas avec Claude Piéplu, Florence Giorgetti et Jean-François Poron, Sultan à vendre d'après Tewfik El Akim avec Olga Georges-Picot, Michel Subor, Olivier Hussenot, Nadia Samir et Alexandre Rignault, le Mauvais d'après André de Richaud avec Paul Crauchet, Jacques Spiesser, France Dougnac et Henri Virlogeux, Le Masque aux yeux d'Or d'après Albéric Cahuet avec Hervé Bellon, Michèle Couty, Jacques Hilling, Véronique Silver, Jacques Berthier et Henri Virlogeux, et Genitrix d'après François Mauriac avec Michel Auclair, Maria Meriko et Monique Lejeune. Également pour la télévision, la comédie musicale Irma la Douce d'après Alexandre Breffort et Marguerite Monnot en 1972 et de nombreux documentaires dont plusieurs films dans la série "des idées et des hommes" de Denis Huisman et Marie-Agnès Malfray (à savoir : Émile Auguste Chartier, dit "Alain", Platon, Montaigne et Soren Kierkegaard), le Mariage (l'amour et les relations amoureuses) dans la série Psychologie de Jacques Mousseau, et les documentaires de création Mauriac ou l'enracinement avec Emmanuelle Riva, Henri Virlogeux, Anne Wiazemsky, Claude Mauriac et Madame François Mauriac, Bonjour Monsieur Courteline, et Hugues Pannasié ou la passion du jazz avec Hugues Panassié.     
Nommé en 1981, par Serge Moati, responsable des programmes de la chaîne régionale de service public FR3 Bourgogne Franche-Comté, il crée la collection de documentaires Enracinements (sur Jacques Lacarrière, Jules Roy, Edgar Faure, Claude Lévi-Strauss...) et un triptyque, Les Utopistes du XIXème (sur Gustave Courbet, Charles Fourier, Proudhon), ainsi qu'une série sur les grands chefs cuisiniers contemporains de Bourgogne. Il quitte ses fonctions à FR3 à la fin de l'année 1986 et prend sa retraite de l'audiovisuel pour se consacrer à des projets associatifs plus personnels qui lui tiennent à cœur, dont la transmission du savoir par l'éducation à l'image et la défense de l'environnement. En 1989, il fonde l'association loi de 1901 Adeny pour la protection de l'environnement et de la nature avec d'autres membres fondateurs rapidement rejoint par de nombreux adhérents qu'il préside jusqu'en 2000. 
Épicurien, créatif et curieux, il compte parmi ses amis Maurice Ronet, Michel Piccoli, Chris Marker, Simone Signoret, Boris Vian, Pierre Granier-Deferre, Alain Resnais, Marcel Marceau (le mime Marceau), Annie Fratellini, Jean Rouch, Georges Franju, Henri Langlois, Mary Meerson, Alberto del Fabro, Jean-Charles Tachella, Yves Barsacq, Max Vialle, François Chaumette, Robert Escarpit, Patrice Lestrohan, l'Amiral Jean Brasseur-Kermadec, Nicole Brasseur-Kermadec,  Roger Barberot, Monique Barberot, Jean-François Goujeon, Philippe Daniel, Georges Hilleret, Gabriel et Josette Epstein, Jack et Claudie Jackson, Robert et Josette Monneray, Jacques Poitrat, Marcel Grunspan, Robert et Jacqueline de Boursetty, Bruno de Boursetty, Sylvie Beltrami, Gisèle Tanalias et Madeleine Rodrigues Casanova.
Il meurt le 23 novembre 2017 à l'âge de 91 ans.

## Vie privée
Paul Paviot épouse en premières noces Catherine O'Donnell avec laquelle il a deux enfants, Bénédicte Paviot et Charles Paviot, avant que leur divorce ne soit prononcé. Il épouse quelques années plus tard Marie Fénié avec laquelle il a son troisième enfant, sa fille Sophie Paviot.  

## Distinctions honorifiques
- Conseil national de la résistance, commission militaire, insigne FFI n° 273034 attestant de sa participation effective aux combats de la Libération
- Chevalier dans l'Ordre des Arts et des Lettres (1961)
- Chevalier de l'Ordre National du Mérite (1985)
- Chevalier de la Légion d'Honneur (1987)

## Vie associative
Membre de la Cinémathèque Française
Membre de l'Académie des Arts et Techniques du Cinéma
Membre de l'Adeny (association de défense de l'environnement et de la nature de l'Yonne) 

## Citations et dédicaces
En avril 2009, à l'occasion d'une ultime chaleureuse rencontre entre Paul Paviot et Chris Marker dans l'atelier de ce dernier à Paris 20° en présence de Charles Paviot, Chris Marker offre à son fidèle ami un exemplaire de son ouvrage "Staring Back" avec la dédicace suivante : « Pour Paul, qui portera devant l'Histoire, l'écrasante responsabilité de m'avoir permis d'être cinéaste. Fidèlement, [suivie de la signature de Chris Marker accompagnée d'un croquis du chat Guillaume] ».

## Filmographie

### En tant que photographe de plateau
- 1947 : Voyage Surprise de Pierre Prévert
- 1947 : Par la fenêtre de Gilles Grangier
- 1948 : Le Point du Jour de Louis Daquin
- 1948 : La Dernière Charge (Outpost in Morocco) de Robert Florey
- 1949 : Maître après Dieu de Louis Daquin

### En tant que producteur
- 1951 : Terreur en Oklahoma (court-métrage)
- 1956 : Dimanche à Pékin (court-métrage)

### En tant que réalisateur
Cinéma
Courts métrages
- 1951 : Terreur en Oklahoma , réalisé avec André Heinrich

- 1952 : Torticola contre Frankensberg
- 1952 : Saint-Tropez, devoir de vacances
- 1952 : Chicago-digest
- 1953 : Lumière
- 1954 : Pantomimes
- 1954 : Un jardin public
- 1955 : Mam'zelle Souris
- 1957 : Django Reinhardt

Longs métrages
- 1954 : Quelques pas dans la vie (film à sketches - Coréalisateur : Alessandro Blasetti)
- 1960 : Pantalaskas
- 1962 : Portrait-robot

Télévision
- 1968 : Les Cavaliers de la route (série TV)
- 1970 : Le Chien qui a vu Dieu (film TV)
- 1972 : La Fin et les moyens (film TV)
- 1972 : Irma la Douce (film TV - comédie musicale)
- 1972 : Le Masque aux yeux d'or (film TV)
- 1973 : Le Mauvais (film TV)
- 1973 : Génitrix (film TV)
- 1974 : Sultan à vendre (film TV)
- 1974 : Hugues Panassié ou la passion du jazz (documentaire de création TV)
- 1975 : Le Mariage - l'amour et les relations amoureuses (dans la série Psychologie)
- 1976 : Alain (dans la série les idées et les hommes)
- 1976 : Mauriac ou l'enracinement (documentaire de création TV)
- 1977 : La Terrasse de Malagar (documentaire de création TV)
- 1977 : Platon (dans la série les idées et les hommes)
- 1977 : Le mystère Soren Kierkegaard (dans la série les idées et les hommes)
- 1978 : Le Seigneur de Bel-Air (documentaire de création TV)
- 1978 : Montaigne (dans la série les idées et les hommes)
- 1979 : Escarpit ou les vies parallèles (documentaire de création TV)
- 1979 : Bonjour Monsieur Courteline (documentaire de création TV)
- 1980 : Une centenaire qui se porte bien (documentaire de création TV)